# Các trận đấu trong Đường lên đỉnh Olympia năm thứ 25

Dưới đây là chi tiết các trận đấu của cuộc thi Đường lên đỉnh Olympia năm thứ 25 diễn ra từ ngày 20 tháng 10 năm 2024 đến ngày 2 tháng 11 năm 2025.
| Màu sắc sử dụng trong các bảng kết quả                  |
| ------------------------------------------------------- |
| Thí sinh đạt giải nhất và lọt vào vòng thi tháng, quý   |
| Thí sinh lọt vào vòng trong nhờ có số điểm nhì cao nhất |
| Thí sinh đạt giải nhất và lọt vào vòng chung kết        |
| Thí sinh vô địch chung kết Năm                          |

## Quý 1

### Trận 1: Tuần 1 - Tháng 1 - Quý 1
| Tên thí sinh       | Trường                                                                  | KĐ | VCNV | TT  | VĐ | Tổng điểm |
| ------------------ | ----------------------------------------------------------------------- | -- | ---- | --- | -- | --------- |
| Trần Lê Minh Triết | Phổ thông Năng khiếu, Đại học Quốc gia TP. Hồ Chí Minh, TP. Hồ Chí Minh | 50 | 60   | 110 | 20 | 240       |
| Tạ Phương Anh      | THPT Bắc Duyên Hà, Thái Bình                                            | 25 | 10   | 20  | 0  | 55        |
| Phạm Gia Lộc       | THPT Cát Hải, Hải Phòng                                                 | 55 | 10   | 40  | 10 | 115       |
| Nguyễn Thanh Hương | THPT Tùng Thiện, Hà Nội                                                 | 20 | 10   | 70  | 10 | 110       |

### Trận 2: Tuần 2 - Tháng 1 - Quý 1
| Tên thí sinh       | Trường                          | KĐ | VCNV | TT  | VĐ | Tổng điểm |
| ------------------ | ------------------------------- | -- | ---- | --- | -- | --------- |
| Trương Công Thảo   | THPT Buôn Ma Thuột, Đắk Lắk     | 50 | 0    | 60  | 30 | 140       |
| Bùi Hoàn Hiếu      | THPT Chuyên Hạ Long, Quảng Ninh | 50 | 70   | 40  | 0  | 160       |
| Lục Duy Mạnh       | THPT Chợ Đồn, Bắc Kạn           | 55 | 10   | 100 | 60 | 225       |
| Phạm Nguyễn Anh Vũ | THPT Che Guevara, Bến Tre       | 40 | 10   | 70  | 30 | 150       |

### Trận 3: Tuần 3 - Tháng 1 - Quý 1
| Tên thí sinh        | Trường                                              | KĐ | VCNV | TT  | VĐ  | Tổng điểm |
| ------------------- | --------------------------------------------------- | -- | ---- | --- | --- | --------- |
| Trần Minh Quyết     | THPT B Thanh Liêm, Hà Nam                           | 70 | 10   | 70  | 45  | 195       |
| Đinh Gia Bảo        | Liên cấp Thành phố Giáo dục Quốc tế IEC, Quảng Ngãi | 55 | 60   | 10  | -70 | 55        |
| Lê Tiến Trọng Nghĩa | THPT Trung Phú, TP. Hồ Chí Minh                     | 40 | 10   | 110 | 60  | 220       |
| Đặng Ngọc Quân      | THPT Chuyên Bắc Ninh, Bắc Ninh                      | 85 | 10   | 90  | 0   | 185       |

### Trận 4: Tháng 1 - Quý 1
Ghi chú: Trận đầu tiên của năm thứ 25 có thí sinh không giành được điểm ở cuối chương trình.
| Tháng 1 - Quý 1     | Tháng 1 - Quý 1                                                         | Tháng 1 - Quý 1 | Tháng 1 - Quý 1 | Tháng 1 - Quý 1 | Tháng 1 - Quý 1 | Tháng 1 - Quý 1 |
| Tên thí sinh        | Trường                                                                  | KĐ              | VCNV            | TT              | VĐ              | Tổng điểm       |
| ------------------- | ----------------------------------------------------------------------- | --------------- | --------------- | --------------- | --------------- | --------------- |
| Trần Lê Minh Triết  | Phổ thông Năng khiếu, Đại học Quốc gia TP. Hồ Chí Minh, TP. Hồ Chí Minh | 70              | 30              | 110             | 50              | 260             |
| Lục Duy Mạnh        | THPT Chợ Đồn, Bắc Kạn                                                   | 60              | 20              | 20              | 10              | 110             |
| Trần Minh Quyết     | THPT B Thanh Liêm, Hà Nam                                               | 55              | 10              | 40              | 5               | 110             |
| Lê Tiến Trọng Nghĩa | THPT Trung Phú, TP. Hồ Chí Minh                                         | 5               | 10              | 50              | -75             | -10             |

### Trận 5: Tuần 1 - Tháng 2 - Quý 1
| Tên thí sinh        | Trường | KĐ | VCNV | TT | VĐ  | Tổng điểm |
| ------------------- | --- | -- | ---- | -- | --- | --------- |
| Trương Hữu Khánh    | THPT Chu Văn An, Ninh Thuận                                                                                   | 20 | 20   | 90 | -20 | 110       |
| Nguyễn Bảo Gia Linh | THPT Chuyên Khoa học Xã hội và Nhân văn, Đại học Khoa học Xã hội và Nhân văn, Đại học Quốc gia Hà Nội, Hà Nội | 40 | 20   | 90 | 0   | 150       |
| Hong Dao Kiệt       | THPT Lê Quý Đôn, TP. Hồ Chí Minh                                                                              | 60 | 10   | 60 | -10 | 120       |
| Ngô Xuân Mai        | THPT Tứ Kỳ, Hải Dương                                                                                         | 75 | 50   | 60 | 80  | 265       |

### Trận 6: Tuần 2 - Tháng 2 - Quý 1
| Tên thí sinh      | Trường                               | KĐ  | VCNV | TT  | VĐ  | Tổng điểm |
| ----------------- | ------------------------------------ | --- | ---- | --- | --- | --------- |
| Lê Quang Duy Khoa | THPT Chuyên Quốc học, Thừa Thiên Huế | 100 | 70   | 100 | 10  | 280       |
| Phạm Đức Hoàng    | THPT Nguyễn Thị Minh Khai, Hà Nội    | 50  | 10   | 70  | -40 | 90        |
| Tiền Quốc Khánh   | THPT Thống Nhất A, Đồng Nai          | 45  | 0    | 20  | 40  | 105       |
| Nguyễn Đức Nhật   | THPT Thái Hòa, Nghệ An               | 30  | 0    | 50  | -20 | 60        |

### Trận 7: Tuần 3 - Tháng 2 - Quý 1
| Tên thí sinh    | Trường                                | KĐ | VCNV | TT  | VĐ  | Tổng điểm |
| --------------- | ------------------------------------- | -- | ---- | --- | --- | --------- |
| Hoàng Anh Duy   | THPT Chuyên Trần Hưng Đạo, Bình Thuận | 40 | 0    | 60  | -40 | 60        |
| Vũ Việt Hoàng   | THPT Sông Công, Thái Nguyên           | 45 | 50   | 140 | 100 | 335       |
| Vũ Hồng Phúc    | THPT Hàn Thuyên, Bắc Ninh             | 50 | 10   | 40  | -20 | 80        |
| Tạ Hữu Minh Đức | THPT Quang Trung - Hà Đông, Hà Nội    | 45 | 0    | 70  | -40 | 75        |

### Trận 8: Tháng 2 - Quý 1
| Tháng 2 - Quý 1     | Tháng 2 - Quý 1                                                                                               | Tháng 2 - Quý 1 | Tháng 2 - Quý 1 | Tháng 2 - Quý 1 | Tháng 2 - Quý 1 | Tháng 2 - Quý 1 |
| Tên thí sinh        | Trường | KĐ              | VCNV            | TT              | VĐ              | Tổng điểm       |
| ------------------- | --- | --------------- | --------------- | --------------- | --------------- | --------------- |
| Vũ Việt Hoàng       | THPT Sông Công, Thái Nguyên                                                                                   | 40              | 70              | 70              | 20              | 200             |
| Ngô Xuân Mai        | THPT Tứ Kỳ, Hải Dương                                                                                         | 25              | 0               | 30              | 40              | 95              |
| Lê Quang Duy Khoa   | THPT Chuyên Quốc học, Thừa Thiên Huế                                                                          | 80              | 10              | 100             | 80              | 270             |
| Nguyễn Bảo Gia Linh | THPT Chuyên Khoa học Xã hội và Nhân văn, Đại học Khoa học Xã hội và Nhân văn, Đại học Quốc gia Hà Nội, Hà Nội | 0               | 0               | 50              | 0               | 50              |

### Trận 9: Tuần 1 - Tháng 3 - Quý 1
| Tên thí sinh    | Trường                      | KĐ | VCNV | TT  | VĐ  | Tổng điểm |
| --------------- | --------------------------- | -- | ---- | --- | --- | --------- |
| Phùng Mạnh Dũng | THPT Quảng Oai, Hà Nội      | 70 | 10   | 40  | 40  | 160       |
| Hứa Trung Hiếu  | THPT Lý Nam Đế, Thái Nguyên | 15 | 0    | 50  | -50 | 15        |
| Mai Quang Dũng  | THPT Vĩnh Linh, Quảng Trị   | 60 | 60   | 100 | -20 | 200       |
| Nguyễn Lê Quang | THPT Hòa Vang, Đà Nẵng      | 40 | 10   | 50  | 20  | 120       |

### Trận 10: Tuần 2 - Tháng 3 - Quý 1
| Tên thí sinh | Trường                                                                                    | KĐ | VCNV | TT | VĐ  | Tổng điểm |
| ------------ | ----------------------------------------------------------------------------------------- | -- | ---- | -- | --- | --------- |
| Vũ Thành Đô  | THPT Trấn Biên, Đồng Nai                                                                  | 10 | 10   | 70 | -60 | 30        |
| Vũ Hạ Thi    | THPT Lê Hoàn, Hà Nam                                                                      | 40 | 10   | 0  | 10  | 60        |
| Phạm Anh Thơ | THPT Nguyễn Văn Trỗi, Hà Tĩnh                                                             | 55 | 70   | 40 | 40  | 205       |
| Sầm Đức An   | THPT Chuyên Khoa học Tự nhiên, Đại học Khoa học Tự nhiên, Đại học Quốc gia Hà Nội, Hà Nội | 30 | 0    | 70 | -50 | 50        |

### Trận 11: Tuần 3 - Tháng 3 - Quý 1
| Tên thí sinh         | Trường                         | KĐ | VCNV | TT | VĐ  | Tổng điểm |
| -------------------- | ------------------------------ | -- | ---- | -- | --- | --------- |
| Đỗ Phúc Đức Trí      | THPT Chuyên Cao Bằng, Cao Bằng | 60 | 60   | 60 | -40 | 140       |
| Trần Thị Huỳnh Nhiên | THPT Lê Quý Đôn, Hậu Giang     | 15 | 10   | 0  | 70  | 95        |
| Nguyễn Mai Phương    | THPT Đan Phượng, Hà Nội        | 30 | 0    | 70 | 10  | 110       |
| Nguyễn Quốc Phong    | THPT Trưng Vương, Hưng Yên     | 20 | 20   | 90 | 40  | 170       |

### Trận 12: Tháng 3 - Quý 1
| Tháng 3 - Quý 1   | Tháng 3 - Quý 1               | Tháng 3 - Quý 1 | Tháng 3 - Quý 1 | Tháng 3 - Quý 1 | Tháng 3 - Quý 1 | Tháng 3 - Quý 1 |
| Tên thí sinh      | Trường                        | KĐ              | VCNV            | TT              | VĐ              | Tổng điểm       |
| ----------------- | ----------------------------- | --------------- | --------------- | --------------- | --------------- | --------------- |
| Phùng Mạnh Dũng   | THPT Quảng Oai, Hà Nội        | 25              | 0               | 100             | 60              | 185             |
| Phạm Anh Thơ      | THPT Nguyễn Văn Trỗi, Hà Tĩnh | 25              | 60              | 30              | 20              | 135             |
| Mai Quang Dũng    | THPT Vĩnh Linh, Quảng Trị     | 40              | 0               | 90              | -5              | 125             |
| Nguyễn Quốc Phong | THPT Trưng Vương, Hưng Yên    | 15              | 10              | 80              | 0               | 105             |

### Trận 13: Quý 1
| Quý 1              | Quý 1                                                                   | Quý 1 | Quý 1 | Quý 1 | Quý 1 | Quý 1     |
| Tên thí sinh       | Trường                                                                  | KĐ    | VCNV  | TT    | VĐ    | Tổng điểm |
| ------------------ | ----------------------------------------------------------------------- | ----- | ----- | ----- | ----- | --------- |
| Lê Quang Duy Khoa  | THPT Chuyên Quốc học, Thừa Thiên Huế                                    | 70    | 60    | 30    | 0     | 160       |
| Phùng Mạnh Dũng    | THPT Quảng Oai, Hà Nội                                                  | 15    | 0     | 60    | -50   | 25        |
| Trần Lê Minh Triết | Phổ thông Năng khiếu, Đại học Quốc gia TP. Hồ Chí Minh, TP. Hồ Chí Minh | 35    | 0     | 100   | 20    | 155       |
| Vũ Việt Hoàng      | THPT Sông Công, Thái Nguyên                                             | 45    | 10    | 80    | 5     | 140       |

## Quý 2

### Trận 14: Tuần 1 - Tháng 1 - Quý 2
| Tên thí sinh        | Trường                        | KĐ  | VCNV | TT  | VĐ  | Tổng điểm |
| ------------------- | ----------------------------- | --- | ---- | --- | --- | --------- |
| Lê Cao Nam Khánh    | THPT Phan Châu Trinh, Đà Nẵng | 10  | 0    | 40  | 90  | 140       |
| Trần Huy Anh        | THPT Nguyễn Du, Thái Bình     | 60  | 0    | 40  | -80 | 20        |
| Nguyễn Trung Khánh  | THPT Thạch Thất, Hà Nội       | 105 | 70   | 110 | 0   | 285       |
| Nguyễn Đức Anh Kiệt | THPT Đông Hà, Quảng Trị       | 40  | 10   | 80  | 10  | 140       |

### Trận 15: Tuần 2 - Tháng 1 - Quý 2
| Tên thí sinh      | Trường                                | KĐ | VCNV | TT  | VĐ  | Tổng điểm |
| ----------------- | ------------------------------------- | -- | ---- | --- | --- | --------- |
| Lưu Đức Cường     | THPT Kim Sơn A, Ninh Bình             | 10 | 60   | 110 | 30  | 210       |
| Từ Tâm Thanh      | THPT Chuyên Nguyễn Tất Thành, Kon Tum | 5  | 20   | 40  | -15 | 50        |
| Nguyễn Hà Anh     | THPT Mê Linh, Hà Nội                  | 50 | 10   | 20  | -30 | 50        |
| Nguyễn Trọng Tiến | THPT Đồ Sơn, Hải Phòng                | 55 | 20   | 10  | 20  | 105       |

### Trận 16: Tuần 3 - Tháng 1 - Quý 2
| Tên thí sinh          | Trường                           | KĐ  | VCNV | TT  | VĐ  | Tổng điểm |
| --------------------- | -------------------------------- | --- | ---- | --- | --- | --------- |
| Lê Thị Hoài Thu       | THPT Cẩm Bình, Hà Tĩnh           | 30  | 0    | 40  | 0   | 70        |
| Nguyễn Duy Anh        | THPT Chu Văn An, Hà Nội          | 45  | 70   | 80  | 70  | 265       |
| Võ Tấn Phát           | THPT Phan Bội Châu, Khánh Hòa    | 100 | 10   | 140 | 60  | 310       |
| Nguyễn Thị Thanh Thủy | THPT Hoàng Quốc Việt, Quảng Ninh | 40  | 0    | 50  | -30 | 60        |

### Trận 17: Tháng 1 - Quý 2
| Tháng 1 - Quý 2    | Tháng 1 - Quý 2               | Tháng 1 - Quý 2 | Tháng 1 - Quý 2 | Tháng 1 - Quý 2 | Tháng 1 - Quý 2 | Tháng 1 - Quý 2 |
| Tên thí sinh       | Trường                        | KĐ              | VCNV            | TT              | VĐ              | Tổng điểm       |
| ------------------ | ----------------------------- | --------------- | --------------- | --------------- | --------------- | --------------- |
| Nguyễn Trung Khánh | THPT Thạch Thất, Hà Nội       | 60              | 0               | 80              | 60              | 200             |
| Nguyễn Duy Anh     | THPT Chu Văn An, Hà Nội       | 95              | 10              | 60              | 90              | 255             |
| Võ Tấn Phát        | THPT Phan Bội Châu, Khánh Hòa | 20              | 10              | 110             | -40             | 100             |
| Lưu Đức Cường      | THPT Kim Sơn A, Ninh Bình     | 50              | 60              | 40              | -50             | 100             |

### Trận 18: Tuần 1 - Tháng 2 - Quý 2
| Tên thí sinh          | Trường                                      | KĐ | VCNV | TT | VĐ  | Tổng điểm |
| --------------------- | ------------------------------------------- | -- | ---- | -- | --- | --------- |
| Nguyễn Thị Thanh Thảo | THPT số 1 Phù Cát, Bình Định                | 40 | 0    | 50 | 90  | 180       |
| Đỗ Hà Trung           | THPT Thái Phúc, Thái Bình                   | 70 | 60   | 50 | 20  | 200       |
| Tăng Minh Ánh         | THPT Quỳnh Lưu 2, Nghệ An                   | 35 | 10   | 50 | -30 | 65        |
| Nguyễn Đăng Khôi      | THPT Chuyên Trần Đại Nghĩa, TP. Hồ Chí Minh | 60 | 10   | 80 | 10  | 160       |

### Trận 19: Tuần 2 - Tháng 2 - Quý 2
| Tên thí sinh     | Trường                            | KĐ  | VCNV | TT  | VĐ  | Tổng điểm |
| ---------------- | --------------------------------- | --- | ---- | --- | --- | --------- |
| Trần Quang Tùng  | THPT Chuyên Đại học Vinh, Nghệ An | 105 | 10   | 120 | 45  | 280       |
| Nguyễn Nhựt Lam  | THPT Cái Bè, Tiền Giang           | 50  | 70   | 70  | 30  | 220       |
| Nguyễn Mai Anh   | THPT Phù Cừ, Hưng Yên             | 55  | 10   | 70  | 70  | 205       |
| Nguyễn Quỳnh Như | THPT Bất Bạt, Hà Nội              | 35  | 10   | 70  | -40 | 75        |

### Trận 20: Tuần 3 - Tháng 2 - Quý 2
| Tên thí sinh     | Trường                            | KĐ | VCNV | TT  | VĐ  | Tổng điểm |
| ---------------- | --------------------------------- | -- | ---- | --- | --- | --------- |
| Phạm Hoàng Quân  | THPT Chuyên Lê Quý Đôn, Bình Định | 50 | 60   | 110 | -5  | 215       |
| Nguyễn Ngọc Diệp | THPT Kiến An, Hải Phòng           | 30 | 10   | 100 | 20  | 160       |
| Phan Anh Tú      | THPT Ba Vì, Hà Nội                | 60 | 10   | 50  | 30  | 150       |
| Bùi Phương Anh   | THPT Bình Lư, Lai Châu            | 35 | 10   | 40  | -30 | 55        |

### Trận 21: Tháng 2 - Quý 2
| Tháng 2 - Quý 2 | Tháng 2 - Quý 2                   | Tháng 2 - Quý 2 | Tháng 2 - Quý 2 | Tháng 2 - Quý 2 | Tháng 2 - Quý 2 | Tháng 2 - Quý 2 |
| Tên thí sinh    | Trường                            | KĐ              | VCNV            | TT              | VĐ              | Tổng điểm       |
| --------------- | --------------------------------- | --------------- | --------------- | --------------- | --------------- | --------------- |
| Trần Quang Tùng | THPT Chuyên Đại học Vinh, Nghệ An | 40              | 70              | 100             | 20              | 230             |
| Đỗ Hà Trung     | THPT Thái Phúc, Thái Bình         | 45              | 10              | 50              | 40              | 145             |
| Nguyễn Nhựt Lam | THPT Cái Bè, Tiền Giang           | 60              | 10              | 120             | 40              | 230             |
| Phạm Hoàng Quân | THPT Chuyên Lê Quý Đôn, Bình Định | 20              | 10              | 70              | 15              | 115             |

### Trận 22: Tuần 1 - Tháng 3 - Quý 2
| Tên thí sinh            | Trường                           | KĐ | VCNV | TT  | VĐ  | Tổng điểm |
| ----------------------- | -------------------------------- | -- | ---- | --- | --- | --------- |
| Nguyễn Hoàng Minh Châu  | THPT Cầu Giấy, Hà Nội            | 35 | 20   | 110 | -20 | 145       |
| Nguyễn Minh Nhật        | THPT A Kim Bảng, Hà Nam          | 20 | 60   | 20  | 0   | 100       |
| Huỳnh Nguyễn Anh Phương | THPT Chuyên Lý Tự Trọng, Cần Thơ | 90 | 20   | 80  | 60  | 250       |
| Cao Đức Lâm             | THPT Đơn Dương, Lâm Đồng         | 15 | 20   | 40  | 20  | 95        |

### Trận 23: Tuần 2 - Tháng 3 - Quý 2
| Tên thí sinh      | Trường                                 | KĐ | VCNV | TT  | VĐ  | Tổng điểm |
| ----------------- | -------------------------------------- | -- | ---- | --- | --- | --------- |
| Nguyễn Hiền Lương | THPT Chuyên Nguyễn Chí Thanh, Đắk Nông | 70 | 60   | 130 | 90  | 350       |
| Phạm Tăng Việt    | THPT Nguyễn Bỉnh Khiêm, Hải Phòng      | 25 | 0    | 60  | -30 | 55        |
| Lê Huy Bách       | THPT Ngô Quyền - Ba Vì, Hà Nội         | 25 | 0    | 20  | -30 | 15        |
| Trần Tuấn Kiệt    | THPT Thị xã Quảng Trị, Quảng Trị       | 35 | 10   | 120 | 35  | 200       |

### Trận 24: Tuần 3 - Tháng 3 - Quý 2
| Tên thí sinh   | Trường                                     | KĐ | VCNV | TT  | VĐ  | Tổng điểm |
| -------------- | ------------------------------------------ | -- | ---- | --- | --- | --------- |
| Lưu Văn Kiên   | THPT Chuyên Hùng Vương, Gia Lai            | 50 | 10   | 80  | 50  | 190       |
| Vũ Hiếu        | THPT Tĩnh Gia 1, Thanh Hóa                 | 40 | 0    | 30  | -10 | 60        |
| Hoàng Tiến Đạt | THPT Lục Ngạn số 1 - Chu Văn An, Bắc Giang | 40 | 0    | 80  | -30 | 90        |
| Hoàng Xuân Lộc | THPT Quốc Oai, Hà Nội                      | 90 | 0    | 140 | 0   | 230       |

### Trận 25: Tháng 3 - Quý 2
| Tháng 3 - Quý 2         | Tháng 3 - Quý 2                        | Tháng 3 - Quý 2 | Tháng 3 - Quý 2 | Tháng 3 - Quý 2 | Tháng 3 - Quý 2 | Tháng 3 - Quý 2 |
| Tên thí sinh            | Trường                                 | KĐ              | VCNV            | TT              | VĐ              | Tổng điểm       |
| ----------------------- | -------------------------------------- | --------------- | --------------- | --------------- | --------------- | --------------- |
| Trần Tuấn Kiệt          | THPT Thị xã Quảng Trị, Quảng Trị       | 25              | 0               | 40              | -10             | 55              |
| Hoàng Xuân Lộc          | THPT Quốc Oai, Hà Nội                  | 65              | 10              | 120             | 50              | 245             |
| Nguyễn Hiền Lương       | THPT Chuyên Nguyễn Chí Thanh, Đắk Nông | 25              | 0               | 0               | -10             | 15              |
| Huỳnh Nguyễn Anh Phương | THPT Chuyên Lý Tự Trọng, Cần Thơ       | 70              | 50              | 110             | 25              | 255             |

### Trận 26: Quý 2
| Quý 2                   | Quý 2                            | Quý 2 | Quý 2 | Quý 2 | Quý 2 | Quý 2     |
| Tên thí sinh            | Trường                           | KĐ    | VCNV  | TT    | VĐ    | Tổng điểm |
| ----------------------- | -------------------------------- | ----- | ----- | ----- | ----- | --------- |
| Nguyễn Nhựt Lam         | THPT Cái Bè, Tiền Giang          | 40    | 70    | 70    | 110   | 290       |
| Huỳnh Nguyễn Anh Phương | THPT Chuyên Lý Tự Trọng, Cần Thơ | 50    | 10    | 40    | -90   | 10        |
| Nguyễn Duy Anh          | THPT Chu Văn An, Hà Nội          | 95    | 10    | 90    | 50    | 245       |
| Hoàng Xuân Lộc          | THPT Quốc Oai, Hà Nội            | 60    | 10    | 80    | -20   | 130       |

## Quý 3

### Trận 27: Tuần 1 - Tháng 1 - Quý 3
| Tên thí sinh     | Trường                              | KĐ | VCNV | TT  | VĐ  | Tổng điểm |
| ---------------- | ----------------------------------- | -- | ---- | --- | --- | --------- |
| Nguyễn Hoàng Hải | THPT Chuyên Hoàng Văn Thụ, Hòa Bình | 30 | 0    | 160 | -45 | 145       |
| Nguyễn Hoàng     | THPT Lê Quý Đôn - Tân Mai, Đồng Nai | 65 | 10   | 60  | 10  | 145       |
| Đỗ Xuân Thái     | THPT Phan Đình Phùng, Hà Nội        | 45 | 60   | 40  | 120 | 265       |
| Trần Vương Phúc  | THPT Hòa An, Cao Bằng               | 15 | 0    | 60  | 0   | 75        |

### Trận 28: Tuần 2 - Tháng 1 - Quý 3
| Tên thí sinh           | Trường                            | KĐ | VCNV | TT  | VĐ  | Tổng điểm |
| ---------------------- | --------------------------------- | -- | ---- | --- | --- | --------- |
| Nguyễn Ngọc Linh Giang | THPT Xuân Đỉnh, Hà Nội            | 40 | 10   | 130 | -50 | 130       |
| Lê Hoàng Trân Châu     | THPT Chuyên Lê Quý Đôn, Quảng Trị | 70 | 20   | 80  | 80  | 250       |
| Trần Tuấn Minh         | THPT Đông Thành, Quảng Ninh       | 30 | 10   | 10  | 30  | 80        |
| Nguyễn Phạm Minh Chiến | THPT số 2 Mộ Đức, Quảng Ngãi      | 35 | 60   | 110 | -70 | 135       |

### Trận 29: Tuần 3 - Tháng 1 - Quý 3
| Tên thí sinh            | Trường                                            | KĐ | VCNV | TT | VĐ  | Tổng điểm |
| ----------------------- | ------------------------------------------------- | -- | ---- | -- | --- | --------- |
| Trần Lê Nhật Đăng       | Tiểu học, THCS và THPT Việt - Úc, TP. Hồ Chí Minh | 30 | 0    | 30 | -20 | 40        |
| Nguyễn Thị Hồng         | THPT Lê Văn Thịnh, Bắc Ninh                       | 40 | 0    | 40 | -40 | 40        |
| Nguyễn Hoàng Nguyệt Ánh | THPT Chuyên Nguyễn Trãi, Hải Dương                | 40 | 0    | 40 | 30  | 110       |
| Đặng Quốc Bảo           | THPT Chuyên Phan Bội Châu, Nghệ An                | 60 | 70   | 40 | 100 | 270       |

### Trận 30: Tháng 1 - Quý 3
| Tháng 1 - Quý 3    | Tháng 1 - Quý 3                     | Tháng 1 - Quý 3 | Tháng 1 - Quý 3 | Tháng 1 - Quý 3 | Tháng 1 - Quý 3 | Tháng 1 - Quý 3 |
| Tên thí sinh       | Trường                              | KĐ              | VCNV            | TT              | VĐ              | Tổng điểm       |
| ------------------ | ----------------------------------- | --------------- | --------------- | --------------- | --------------- | --------------- |
| Nguyễn Hoàng Hải   | THPT Chuyên Hoàng Văn Thụ, Hòa Bình | 10              | 10              | 30              | -30             | 20              |
| Lê Hoàng Trân Châu | THPT Chuyên Lê Quý Đôn, Quảng Trị   | 55              | 50              | 50              | 20              | 175             |
| Đặng Quốc Bảo      | THPT Chuyên Phan Bội Châu, Nghệ An  | 65              | 10              | 40              | 40              | 155             |
| Đỗ Xuân Thái       | THPT Phan Đình Phùng, Hà Nội        | 15              | 10              | 110             | -45             | 90              |

### Trận 31: Tuần 1 - Tháng 2 - Quý 3
| Tên thí sinh        | Trường                             | KĐ | VCNV | TT  | VĐ | Tổng điểm |
| ------------------- | ---------------------------------- | -- | ---- | --- | -- | --------- |
| Hoàng Đức Trọng     | THPT Lạng Giang số 1, Bắc Giang    | 5  | 10   | 20  | 20 | 55        |
| Đinh Quốc Trí       | THPT Chuyên Hùng Vương, Bình Dương | 90 | 10   | 80  | 60 | 240       |
| Phan Anh Tùng Dương | THPT Thanh Thủy, Phú Thọ           | 40 | 0    | 30  | 10 | 80        |
| Nguyễn Minh Quân    | THPT Chuyên Nguyễn Du, Đắk Lắk     | 20 | 70   | 110 | 0  | 200       |

### Trận 32: Tuần 2 - Tháng 2 - Quý 3
Do lễ Quốc tang cố Chủ tịch nước Trần Đức Lương, cuộc thi này được dời lại 1 tuần so với dự kiến.
| Tên thí sinh      | Trường                             | KĐ | VCNV | TT | VĐ  | Tổng điểm |
| ----------------- | ---------------------------------- | -- | ---- | -- | --- | --------- |
| Đặng Thị Thu Hà   | THPT Chuyên Biên Hòa, Hà Nam       | 45 | 20   | 90 | 60  | 215       |
| Nguyễn Hải Tiến   | THPT Yên Phong số 1, Bắc Ninh      | 30 | 10   | 60 | 60  | 160       |
| Hoàng Vân Quyền   | THPT Chuyên Hoàng Lê Kha, Tây Ninh | 80 | 20   | 80 | -20 | 160       |
| Đỗ Thị Quỳnh Ngân | THPT Đa Phúc, Hà Nội               | 40 | 40   | 70 | 0   | 150       |

### Tuần 33: Tuần 3 - Tháng 2 - Quý 3
| Tên thí sinh       | Trường                               | KĐ | VCNV | TT  | VĐ | Tổng điểm |
| ------------------ | ------------------------------------ | -- | ---- | --- | -- | --------- |
| Lê Đình Thanh Hưng | THPT Chuyên Hưng Yên, Hưng Yên       | 50 | 70   | 100 | 40 | 260       |
| Phạm Tuấn Thành    | THPT Liên Hà, Hà Nội                 | 80 | 10   | 150 | 60 | 300       |
| Lê Toàn Vĩnh       | THPT Lê Hoài Đôn, Bến Tre            | 60 | 10   | 0   | 40 | 110       |
| Cao Công Mạnh      | THPT Chuyên Lương Văn Chánh, Phú Yên | 20 | 10   | 90  | 20 | 140       |

### Tuần 34: Tháng 2 - Quý 3
| Tháng 2 - Quý 3    | Tháng 2 - Quý 3                    | Tháng 2 - Quý 3 | Tháng 2 - Quý 3 | Tháng 2 - Quý 3 | Tháng 2 - Quý 3 | Tháng 2 - Quý 3 |
| Tên thí sinh       | Trường                             | KĐ              | VCNV            | TT              | VĐ              | Tổng điểm       |
| ------------------ | ---------------------------------- | --------------- | --------------- | --------------- | --------------- | --------------- |
| Đinh Quốc Trí      | THPT Chuyên Hùng Vương, Bình Dương | 20              | 70              | 0               | 45              | 135             |
| Lê Đình Thanh Hưng | THPT Chuyên Hưng Yên, Hưng Yên     | 35              | 10              | 0               | 50              | 95              |
| Phạm Tuấn Thành    | THPT Liên Hà, Hà Nội               | 65              | 10              | 120             | -25             | 170             |
| Đặng Thị Thu Hà    | THPT Chuyên Biên Hòa, Hà Nam       | 30              | 10              | 0               | -30             | 10              |

### Tuần 35: Tuần 1 - Tháng 3 - Quý 3
| Tên thí sinh           | Trường                            | KĐ | VCNV | TT  | VĐ  | Tổng điểm |
| ---------------------- | --------------------------------- | -- | ---- | --- | --- | --------- |
| Nguyễn Gia Hưng        | THPT Kon Tum, Kon Tum             | 15 | 50   | 30  | -95 | 0         |
| Nguyễn Phạm Đăng Quang | THPT Lê Quý Đôn - Hà Đông, Hà Nội | 25 | 10   | 40  | 0   | 75        |
| Hoàng Công Nguyên      | THPT Chuyên Thái Bình, Thái Bình  | 20 | 20   | 100 | 70  | 210       |
| Võ Hồng Thiên          | THPT Chuyên Hà Tĩnh, Hà Tĩnh      | 45 | 10   | 110 | 20  | 185       |

### Tuần 36: Tuần 2 - Tháng 3 - Quý 3
| Tên thí sinh     | Trường                                   | KĐ | VCNV | TT  | VĐ  | Tổng điểm |
| ---------------- | ---------------------------------------- | -- | ---- | --- | --- | --------- |
| Đoàn Thanh Tùng  | THPT Chuyên Lê Quý Đôn, Khánh Hòa        | 55 | 40   | 80  | 40  | 215       |
| Nguyễn Minh Dũng | THPT An Lão, Hải Phòng                   | 45 | 0    | 70  | -30 | 85        |
| Lê Thanh Phúc    | THPT Chuyên Nguyễn Quang Diêu, Đồng Tháp | 30 | 0    | 100 | 30  | 160       |
| Nguyễn Thế Hùng  | THPT A Hải Hậu, Nam Định                 | 40 | 0    | 60  | 100 | 200       |

### Tuần 37: Tuần 3 - Tháng 3 - Quý 3
| Tên thí sinh     | Trường                             | KĐ | VCNV | TT | VĐ  | Tổng điểm |
| ---------------- | ---------------------------------- | -- | ---- | -- | --- | --------- |
| Đỗ Anh Minh      | TH, THCS và THPT Vinschool, Hà Nội | 40 | 10   | 30 | 80  | 160       |
| Trần Anh Quân    | THPT Chuyên Lê Quý Đôn, Điện Biên  | 25 | 0    | 80 | 110 | 215       |
| Nguyễn Diệu Linh | THPT Chuyên Vĩnh Phúc, Vĩnh Phúc   | 45 | 50   | 40 | -10 | 125       |
| Trần Gia Linh    | THPT Châu Văn Liêm, Cần Thơ        | 10 | 0    | 20 | -50 | -20       |

### Tuần 38: Tháng 3 - Quý 3
| Tháng 3 - Quý 3   | Tháng 3 - Quý 3                   | Tháng 3 - Quý 3 | Tháng 3 - Quý 3 | Tháng 3 - Quý 3 | Tháng 3 - Quý 3 | Tháng 3 - Quý 3 |
| Tên thí sinh      | Trường                            | KĐ              | VCNV            | TT              | VĐ              | Tổng điểm       |
| ----------------- | --------------------------------- | --------------- | --------------- | --------------- | --------------- | --------------- |
| Nguyễn Thế Hùng   | THPT A Hải Hậu, Nam Định          | 15              | 10              | 30              | -10             | 45              |
| Trần Anh Quân     | THPT Chuyên Lê Quý Đôn, Điện Biên | 40              | 70              | 0               | -20             | 90              |
| Đoàn Thanh Tùng   | THPT Chuyên Lê Quý Đôn, Khánh Hòa | 95              | 10              | 40              | 20              | 165             |
| Hoàng Công Nguyên | THPT Chuyên Thái Bình, Thái Bình  | 35              | 10              | 40              | 90              | 175             |

### Tuần 39: Quý 3
| Quý 3              | Quý 3                             | Quý 3 | Quý 3 | Quý 3 | Quý 3 | Quý 3     |
| Tên thí sinh       | Trường                            | KĐ    | VCNV  | TT    | VĐ    | Tổng điểm |
| ------------------ | --------------------------------- | ----- | ----- | ----- | ----- | --------- |
| Đoàn Thanh Tùng    | THPT Chuyên Lê Quý Đôn, Khánh Hòa | 40    | 60    | 130   | 25    | 255       |
| Hoàng Công Nguyên  | THPT Chuyên Thái Bình, Thái Bình  | 40    | 10    | 50    | -40   | 60        |
| Phạm Tuấn Thành    | THPT Liên Hà, Hà Nội              | 60    | 10    | 60    | 0     | 130       |
| Lê Hoàng Trân Châu | THPT Chuyên Lê Quý Đôn, Quảng Trị | 40    | 0     | 90    | -20   | 110       |

## Quý 4

### Trận 40: Tuần 1 - Tháng 1 - Quý 4
| Tên thí sinh     | Trường                              | KĐ | VCNV | TT  | VĐ  | Tổng điểm |
| ---------------- | ----------------------------------- | -- | ---- | --- | --- | --------- |
| Nguyễn Hy Quang  | THPT Tây Hồ, Hà Nội                 | 20 | 60   | 90  | -20 | 150       |
| Vũ Thiên Tuấn    | THPT Chuyên Lê Khiết, Quảng Ngãi    | 50 | 10   | 120 | 65  | 245       |
| Bùi Phan Anh Đức | THPT Phan Đình Phùng, Hà Tĩnh       | 65 | 10   | 10  | -40 | 45        |
| Hà Hoàng Bình    | THPT Chuyên Lê Hồng Phong, Nam Định | 70 | 10   | 80  | 0   | 160       |

### Trận 41: Tuần 2 - Tháng 1 - Quý 4
| Tên thí sinh         | Trường                                   | KĐ | VCNV | TT  | VĐ  | Tổng điểm |
| -------------------- | ---------------------------------------- | -- | ---- | --- | --- | --------- |
| Cao Phan Hoàng Giang | THPT Chuyên Sơn La, Sơn La               | 20 | 10   | 20  | -10 | 40        |
| Phạm Văn Hiếu        | THPT Chuyên Nguyễn Bỉnh Khiêm, Quảng Nam | 45 | 20   | 60  | 120 | 245       |
| Nguyễn Bách Hiệp     | THPT Chuyên Sơn Tây, Hà Nội              | 65 | 40   | 120 | 10  | 235       |
| Hồ Nhật Lâm          | THPT Ngô Quyền, Hải Phòng                | 35 | 10   | 40  | -70 | 15        |

### Trận 42: Tuần 3 - Tháng 1 - Quý 4
| Tên thí sinh     | Trường                                                                    | KĐ  | VCNV | TT  | VĐ  | Tổng điểm |
| ---------------- | ------------------------------------------------------------------------- | --- | ---- | --- | --- | --------- |
| Vũ Mai Trang     | THPT Chuyên Hùng Vương, Phú Thọ                                           | 50  | 10   | 80  | -10 | 130       |
| Lê Đức Minh      | THPT Chuyên Ngoại ngữ, Đại học Ngoại ngữ, Đại học Quốc gia Hà Nội, Hà Nội | 100 | 60   | 130 | 70  | 360       |
| Nguyễn Cao Long  | THPT Nguyễn Thượng Hiền, TP. Hồ Chí Minh                                  | 50  | 0    | 120 | 0   | 170       |
| Hoàng Minh Khanh | THPT Kinh Môn, Hải Dương                                                  | 30  | 0    | 30  | -10 | 50        |

### Trận 43: Tháng 1 - Quý 4
| Tháng 1 - Quý 4  | Tháng 1 - Quý 4                                                           | Tháng 1 - Quý 4 | Tháng 1 - Quý 4 | Tháng 1 - Quý 4 | Tháng 1 - Quý 4 | Tháng 1 - Quý 4 |
| Tên thí sinh     | Trường                                                                    | KĐ              | VCNV            | TT              | VĐ              | Tổng điểm       |
| ---------------- | ------------------------------------------------------------------------- | --------------- | --------------- | --------------- | --------------- | --------------- |
| Lê Đức Minh      | THPT Chuyên Ngoại ngữ, Đại học Ngoại ngữ, Đại học Quốc gia Hà Nội, Hà Nội | 85              | 0               | 100             | 0               | 185             |
| Phạm Văn Hiếu    | THPT Chuyên Nguyễn Bỉnh Khiêm, Quảng Nam                                  | 45              | 10              | 40              | -10             | 85              |
| Vũ Thiên Tuấn    | THPT Chuyên Lê Khiết, Quảng Ngãi                                          | 40              | 10              | 40              | 50              | 140             |
| Nguyễn Bách Hiệp | THPT Chuyên Sơn Tây, Hà Nội                                               | 40              | 40              | 80              | 35              | 195             |

### Trận 44: Tuần 1 - Tháng 2 - Quý 4
| Tên thí sinh | Trường | KĐ | VCNV | TT | VĐ | Tổng điểm |
| ------------ | ------ | -- | ---- | -- | -- | --------- |

### Trận 45: Tuần 2 - Tháng 2 - Quý 4
| Tên thí sinh | Trường | KĐ | VCNV | TT | VĐ | Tổng điểm |
| ------------ | ------ | -- | ---- | -- | -- | --------- |

### Trận 46: Tuần 3 - Tháng 2 - Quý 4
| Tên thí sinh | Trường | KĐ | VCNV | TT | VĐ | Tổng điểm |
| ------------ | ------ | -- | ---- | -- | -- | --------- |

### Trận 47: Tháng 2 - Quý 4
| Tháng 2 - Quý 4 | Tháng 2 - Quý 4 | Tháng 2 - Quý 4 | Tháng 2 - Quý 4 | Tháng 2 - Quý 4 | Tháng 2 - Quý 4 | Tháng 2 - Quý 4 |
| Tên thí sinh    | Trường          | KĐ              | VCNV            | TT              | VĐ              | Tổng điểm       |
| --------------- | --------------- | --------------- | --------------- | --------------- | --------------- | --------------- |

### Trận 48: Tuần 1 - Tháng 3 - Quý 4
| Tên thí sinh | Trường | KĐ | VCNV | TT | VĐ | Tổng điểm |
| ------------ | ------ | -- | ---- | -- | -- | --------- |

### Trận 49: Tuần 2 - Tháng 3 - Quý 4
| Tên thí sinh | Trường | KĐ | VCNV | TT | VĐ | Tổng điểm |
| ------------ | ------ | -- | ---- | -- | -- | --------- |

### Trận 50: Tuần 3 - Tháng 3 - Quý 4
| Tên thí sinh | Trường | KĐ | VCNV | TT | VĐ | Tổng điểm |
| ------------ | ------ | -- | ---- | -- | -- | --------- |

### Trận 51: Tháng 3 - Quý 4
| Tháng 3 - Quý 4 | Tháng 3 - Quý 4 | Tháng 3 - Quý 4 | Tháng 3 - Quý 4 | Tháng 3 - Quý 4 | Tháng 3 - Quý 4 | Tháng 3 - Quý 4 |
| Tên thí sinh    | Trường          | KĐ              | VCNV            | TT              | VĐ              | Tổng điểm       |
| --------------- | --------------- | --------------- | --------------- | --------------- | --------------- | --------------- |

### Trận 52: Quý 4
| Quý 4            | Quý 4                                                                     | Quý 4 | Quý 4 | Quý 4 | Quý 4 | Quý 4     |
| Tên thí sinh     | Trường                                                                    | KĐ    | VCNV  | TT    | VĐ    | Tổng điểm |
| ---------------- | ------------------------------------------------------------------------- | ----- | ----- | ----- | ----- | --------- |
| Lê Đức Minh      | THPT Chuyên Ngoại ngữ, Đại học Ngoại ngữ, Đại học Quốc gia Hà Nội, Hà Nội | 0     | 0     | 0     | 0     | 0         |
| Nguyễn Bách Hiệp | THPT Chuyên Sơn Tây, Hà Nội                                               | 0     | 0     | 0     | 0     | 0         |
|                  |                                                                           | 0     | 0     | 0     | 0     | 0         |
|                  |                                                                           | 0     | 0     | 0     | 0     | 0         |
|                  |                                                                           | 0     | 0     | 0     | 0     | 0         |

## Chung kết năm

### Trận 53: Chung kết năm
| CHUNG KẾT NĂM     | CHUNG KẾT NĂM                        | CHUNG KẾT NĂM | CHUNG KẾT NĂM | CHUNG KẾT NĂM | CHUNG KẾT NĂM | CHUNG KẾT NĂM |
| Tên thí sinh      | Trường                               | KĐ            | VCNV          | TT            | VĐ            | Tổng điểm     |
| ----------------- | ------------------------------------ | ------------- | ------------- | ------------- | ------------- | ------------- |
| Lê Quang Duy Khoa | THPT Chuyên Quốc học, Thừa Thiên Huế | 0             | 0             | 0             | 0             | 0             |
| Nguyễn Nhựt Lam   | THPT Cái Bè, Tiền Giang              | 0             | 0             | 0             | 0             | 0             |
| Đoàn Thanh Tùng   | THPT Chuyên Lê Quý Đôn, Khánh Hòa    | 0             | 0             | 0             | 0             | 0             |
|                   |                                      | 0             | 0             | 0             | 0             | 0             |

## Tổng kết

### Số lượt thí sinh tham gia ở các tỉnh thành
| Tỉnh/Thành phố    | Vòng | Vòng  | Vòng | Vòng | Tổng |
| Tỉnh/Thành phố    | Tuần | Tháng | Quý  | Năm  | Tổng |
| ----------------- | ---- | ----- | ---- | ---- | ---- |
| An Giang          |      |       |      |      |      |
| Bà Rịa - Vũng Tàu |      |       |      |      |      |
| Bắc Giang         | 2    |       |      |      | 2    |
| Bắc Kạn           |      | 1     |      |      | 1    |
| Bạc Liêu          |      |       |      |      |      |
| Bắc Ninh          | 4    |       |      |      | 4    |
| Bến Tre           | 2    |       |      |      | 2    |
| Bình Dương        |      | 1     |      |      | 1    |
| Bình Định         | 1    | 1     |      |      | 2    |
| Bình Phước        |      |       |      |      |      |
| Bình Thuận        | 1    |       |      |      | 1    |
| Cà Mau            |      |       |      |      |      |
| Cao Bằng          | 2    |       |      |      | 2    |
| Cần Thơ           | 1    |       | 1    |      | 2    |
| Đà Nẵng           | 2    |       |      |      | 2    |
| Đắk Lắk           | 2    |       |      |      | 2    |
| Đắk Nông          |      | 1     |      |      | 1    |
| Đồng Nai          | 3    |       |      |      | 3    |
| Đồng Tháp         | 1    |       |      |      | 1    |
| Điện Biên         |      | 1     |      |      | 1    |
| Gia Lai           | 1    |       |      |      | 1    |
| Hà Giang          |      |       |      |      |      |
| Hà Nam            | 2    | 2     |      |      | 4    |
| Hà Nội            | 13   | 7     | 4    |      | 24   |
| Hà Tĩnh           | 3    | 1     |      |      | 4    |
| Hải Dương         | 2    | 1     |      |      | 3    |
| Hải Phòng         | 6    |       |      |      | 6    |
| Hậu Giang         | 1    |       |      |      | 1    |
| Hòa Bình          |      | 1     |      |      | 1    |
| Hưng Yên          | 1    | 2     |      |      | 3    |
| Khánh Hòa         |      | 1     |      | 1    | 2    |
| Kiên Giang        |      |       |      |      |      |
| Kon Tum           | 2    |       |      |      | 2    |
| Lai Châu          | 1    |       |      |      | 1    |
| Lạng Sơn          |      |       |      |      |      |
| Lào Cai           |      |       |      |      |      |
| Lâm Đồng          | 1    |       |      |      | 1    |
| Long An           |      |       |      |      |      |
| Nam Định          | 1    | 1     |      |      | 2    |
| Nghệ An           | 2    | 2     |      |      | 4    |
| Ninh Bình         |      | 1     |      |      | 1    |
| Ninh Thuận        | 1    |       |      |      | 1    |
| Phú Thọ           | 2    |       |      |      | 2    |
| Phú Yên           | 1    |       |      |      | 1    |
| Quảng Bình        |      |       |      |      |      |
| Quảng Nam         | 1    |       |      |      | 1    |
| Quảng Ngãi        | 2    | 1     |      |      | 3    |
| Quảng Ninh        | 3    |       |      |      | 3    |
| Quảng Trị         | 1    | 2     | 1    |      | 4    |
| Sơn La            | 1    |       |      |      | 1    |
| Sóc Trăng         |      |       |      |      |      |
| Tây Ninh          | 1    |       |      |      | 1    |
| Thái Bình         | 2    | 1     | 1    |      | 4    |
| Thái Nguyên       | 1    |       | 1    |      | 2    |
| Thanh Hóa         | 1    |       |      |      | 1    |
| Thừa Thiên Huế    |      |       |      | 1    | 1    |
| Tiền Giang        |      |       |      | 1    | 1    |
| TP. Hồ Chí Minh   | 4    | 1     | 1    |      | 6    |
| Trà Vinh          |      |       |      |      |      |
| Tuyên Quang       |      |       |      |      |      |
| Vĩnh Long         |      |       |      |      |      |
| Vĩnh Phúc         | 1    |       |      |      | 1    |
| Yên Bái           |      |       |      |      |      |
| Tổng (cả nước)    | 78   | 30    | 9    | 3    | 120  |

### Kỷ lục
| Tổng điểm cao nhất: | Tổng điểm cao nhất:                                                       | Tổng điểm cao nhất: | Tổng điểm cao nhất: |
| Thí sinh            | Trường                                                                    | Trận                | Điểm số             |
| ------------------- | ------------------------------------------------------------------------- | ------------------- | ------------------- |
| Lê Đức Minh         | THPT Chuyên Ngoại ngữ, Đại học Ngoại ngữ, Đại học Quốc gia Hà Nội, Hà Nội | 42                  | 360                 |

| Khởi động cao nhất từ 60 - 105 | Khởi động cao nhất từ 60 - 105                                          | Khởi động cao nhất từ 60 - 105 | Khởi động cao nhất từ 60 - 105 |
| Thí sinh                       | Trường                                                                  | Trận                           | Điểm số                        |
| ------------------------------ | ----------------------------------------------------------------------- | ------------------------------ | ------------------------------ |
| Lục Duy Mạnh                   | THPT Chợ Đồn, Bắc Kạn                                                   | 4                              | 60                             |
| Hong Dao Kiệt                  | THPT Lê Quý Đôn, TP. Hồ Chí Minh                                        | 5                              | 60                             |
| Mai Quang Dũng                 | THPT Vĩnh Linh, Quảng Trị                                               | 9                              | 60                             |
| Đỗ Phúc Đức Trí                | THPT Chuyên Cao Bằng, Cao Bằng                                          | 11                             | 60                             |
| Trần Huy Anh                   | THPT Nguyễn Du, Thái Bình                                               | 14                             | 60                             |
| Nguyễn Trung Khánh             | THPT Thạch Thất, Hà Nội                                                 | 17                             | 60                             |
| Nguyễn Đăng Khôi               | THPT Chuyên Trần Đại Nghĩa, TP. Hồ Chí Minh                             | 18                             | 60                             |
| Phan Anh Tú                    | THPT Ba Vì, Hà Nội                                                      | 20                             | 60                             |
| Nguyễn Nhựt Lam                | THPT Cái Bè, Tiền Giang                                                 | 21                             | 60                             |
| Hoàng Xuân Lộc                 | THPT Quốc Oai, Hà Nội                                                   | 26                             | 60                             |
| Đặng Quốc Bảo                  | THPT Chuyên Phan Bội Châu, Nghệ An                                      | 29                             | 60                             |
| Lê Toàn Vĩnh                   | THPT Lê Hoài Đôn, Bến Tre                                               | 33                             | 60                             |
| Hoàng Xuân Lộc                 | THPT Quốc Oai, Hà Nội                                                   | 25                             | 65                             |
| Nguyễn Hoàng                   | THPT Lê Quý Đôn - Tân Mai, Đồng Nai                                     | 27                             | 65                             |
| Đặng Quốc Bảo                  | THPT Chuyên Phan Bội Châu, Nghệ An                                      | 30                             | 65                             |
| Phạm Tuấn Thành                | THPT Liên Hà, Hà Nội                                                    | 34                             | 65                             |
| Trần Minh Quyết                | THPT B Thanh Liêm, Hà Nam                                               | 3                              | 70                             |
| Trần Lê Minh Triết             | Phổ thông Năng khiếu, Đại học Quốc gia TP. Hồ Chí Minh, TP. Hồ Chí Minh | 4                              | 70                             |
| Phùng Mạnh Dũng                | THPT Quảng Oai, Hà Nội                                                  | 9                              | 70                             |
| Lê Quang Duy Khoa              | THPT Chuyên Quốc học, Thừa Thiên Huế                                    | 13                             | 70                             |
| Đỗ Hà Trung                    | THPT Thái Phúc, Thái Bình                                               | 18                             | 70                             |
| Nguyễn Hiền Lương              | THPT Chuyên Nguyễn Chí Thanh, Đắk Nông                                  | 23                             | 70                             |
| Huỳnh Nguyễn Anh Phương        | THPT Chuyên Lý Tự Trọng, Cần Thơ                                        | 25                             | 70                             |
| Lê Hoàng Trân Châu             | THPT Chuyên Lê Quý Đôn, Quảng Trị                                       | 30                             | 70                             |
| Ngô Xuân Mai                   | THPT Tứ Kỳ, Hải Dương                                                   | 5                              | 75                             |
| Lê Quang Duy Khoa              | THPT Chuyên Quốc học, Thừa Thiên Huế                                    | 8                              | 80                             |
| Hoàng Vân Quyền                | THPT Chuyên Hoàng Lê Kha, Tây Ninh                                      | 32                             | 80                             |
| Phạm Tuấn Thành                | THPT Liên Hà, Hà Nội                                                    | 33                             | 80                             |
| Đặng Ngọc Quân                 | THPT Chuyên Bắc Ninh, Bắc Ninh                                          | 3                              | 85                             |
| Huỳnh Nguyễn Anh Phương        | THPT Chuyên Lý Tự Trọng, Cần Thơ                                        | 22                             | 90                             |
| Hoàng Xuân Lộc                 | THPT Quốc Oai, Hà Nội                                                   | 24                             | 90                             |
| Đinh Quốc Trí                  | THPT Chuyên Hùng Vương, Bình Dương                                      | 31                             | 90                             |
| Nguyễn Duy Anh                 | THPT Chu Văn An, Hà Nội                                                 | 17,26                          | 95                             |
| Lê Quang Duy Khoa              | THPT Chuyên Quốc học, Thừa Thiên Huế                                    | 6                              | 100                            |
| Võ Tấn Phát                    | THPT Phan Bội Châu, Khánh Hòa                                           | 16                             | 100                            |
| Nguyễn Trung Khánh             | THPT Thạch Thất, Hà Nội                                                 | 14                             | 105                            |
| Trần Quang Tùng                | THPT Chuyên Đại học Vinh, Nghệ An                                       | 19                             | 105                            |

| Vượt chướng ngại vật (điểm số tối đa): | Vượt chướng ngại vật (điểm số tối đa): | Vượt chướng ngại vật (điểm số tối đa): | Vượt chướng ngại vật (điểm số tối đa): |
| Thí sinh                               | Trường                                 | Trận                                   | Điểm số                                |
| -------------------------------------- | -------------------------------------- | -------------------------------------- | -------------------------------------- |
| Bùi Hoàn Hiếu                          | THPT Chuyên Hạ Long, Quảng Ninh        | 2                                      | 70                                     |
| Lê Quang Duy Khoa                      | THPT Chuyên Quốc học, Thừa Thiên Huế   | 6                                      | 70                                     |
| Vũ Việt Hoàng                          | THPT Sông Công, Thái Nguyên            | 8                                      | 70                                     |
| Phạm Anh Thơ                           | THPT Nguyễn Văn Trỗi, Hà Tĩnh          | 10                                     | 70                                     |
| Nguyễn Trung Khánh                     | THPT Thạch Thất, Hà Nội                | 14                                     | 70                                     |
| Nguyễn Duy Anh                         | THPT Chu Văn An, Hà Nội                | 16                                     | 70                                     |
| Nguyễn Nhựt Lam                        | THPT Cái Bè, Tiền Giang                | 19                                     | 70                                     |
| Trần Quang Tùng                        | THPT Chuyên Đại học Vinh, Nghệ An      | 21                                     | 70                                     |
| Đặng Quốc Bảo                          | THPT Chuyên Phan Bội Châu, Nghệ An     | 29                                     | 70                                     |
| Nguyễn Minh Quân                       | THPT Chuyên Nguyễn Du, Đắk Lắk         | 31                                     | 70                                     |
| Lê Đình Thanh Hưng                     | THPT Chuyên Hưng Yên, Hưng Yên         | 33                                     | 70                                     |
| Đinh Quốc Trí                          | THPT Chuyên Hùng Vương, Bình Dương     | 34                                     | 70                                     |
| Trần Anh Quân                          | THPT Chuyên Lê Quý Đôn, Điện Biên      | 38                                     | 70                                     |

| Tăng tốc (điểm số tối đa): | Tăng tốc (điểm số tối đa):          | Tăng tốc (điểm số tối đa): | Tăng tốc (điểm số tối đa): |
| Thí sinh                   | Trường                              | Trận                       | Điểm số                    |
| -------------------------- | ----------------------------------- | -------------------------- | -------------------------- |
| Nguyễn Hoàng Hải           | THPT Chuyên Hoàng Văn Thụ, Hòa Bình | 27                         | 160                        |

| Về đích (điểm tuyệt đối cho một lượt thi, không bao gồm điểm giành những thí sinh khác): | Về đích (điểm tuyệt đối cho một lượt thi, không bao gồm điểm giành những thí sinh khác): | Về đích (điểm tuyệt đối cho một lượt thi, không bao gồm điểm giành những thí sinh khác): | Về đích (điểm tuyệt đối cho một lượt thi, không bao gồm điểm giành những thí sinh khác): |
| Thí sinh                                                                                 | Trường                                                                                   | Trận                                                                                     | Điểm số                                                                                  |
| ---------------------------------------------------------------------------------------- | ---------------------------------------------------------------------------------------- | ---------------------------------------------------------------------------------------- | ---------------------------------------------------------------------------------------- |
| Lê Cao Nam Khánh                                                                         | THPT Phan Châu Trinh, Đà Nẵng                                                            | 14                                                                                       | 90                                                                                       |
| Nguyễn Duy Anh                                                                           | THPT Chu Văn An, Hà Nội                                                                  | 17                                                                                       | 90                                                                                       |
| Nguyễn Hiền Lương                                                                        | THPT Chuyên Nguyễn Chí Thanh, Đắk Nông                                                   | 23                                                                                       | 90                                                                                       |
| Vũ Việt Hoàng                                                                            | THPT Sông Công, Thái Nguyên                                                              | 9                                                                                        | 100                                                                                      |
| Nguyễn Thị Thanh Thảo                                                                    | THPT số 1 Phù Cát, Bình Định                                                             | 18                                                                                       | 100                                                                                      |
| Đặng Quốc Bảo                                                                            | THPT Chuyên Phan Bội Châu, Nghệ An                                                       | 29                                                                                       | 100                                                                                      |
| Nguyễn Nhựt Lam                                                                          | THPT Cái Bè, Tiền Giang                                                                  | 26                                                                                       | 110                                                                                      |
| Đỗ Xuân Thái                                                                             | THPT Phan Đình Phùng, Hà Nội                                                             | 27                                                                                       | 120                                                                                      |

| Khởi động thấp nhất từ 0 - 15 | Khởi động thấp nhất từ 0 - 15                                                                                 | Khởi động thấp nhất từ 0 - 15 | Khởi động thấp nhất từ 0 - 15 |
| Thí sinh                      | Trường | Trận                          | Điểm số                       |
| ----------------------------- | --- | ----------------------------- | ----------------------------- |
| Nguyễn Bảo Gia Linh           | THPT Chuyên Khoa học Xã hội và Nhân văn, Đại học Khoa học Xã hội và Nhân văn, Đại học Quốc gia Hà Nội, Hà Nội | 8                             | 0                             |
| Lê Tiến Trọng Nghĩa           | THPT Trung Phú, TP. Hồ Chí Minh                                                                               | 4                             | 5                             |
| Từ Tâm Thanh                  | THPT Chuyên Nguyễn Tất Thành, Kon Tum                                                                         | 15                            | 5                             |
| Hoàng Đức Trọng               | THPT Lạng Giang số 1, Bắc Giang                                                                               | 31                            | 5                             |
| Vũ Thành Đô                   | THPT Trấn Biên, Đồng Nai                                                                                      | 10                            | 10                            |
| Lê Cao Nam Khánh              | THPT Phan Châu Trinh, Đà Nẵng                                                                                 | 14                            | 10                            |
| Lưu Đức Cường                 | THPT Kim Sơn A, Ninh Bình                                                                                     | 15                            | 10                            |
| Nguyễn Hoàng Hải              | THPT Chuyên Hoàng Văn Thụ, Hòa Bình                                                                           | 30                            | 10                            |
| Hứa Trung Hiếu                | THPT Lý Nam Đế, Thái Nguyên                                                                                   | 9                             | 15                            |
| Trần Thị Huỳnh Nhiên          | THPT Lê Quý Đôn, Hậu Giang                                                                                    | 11                            | 15                            |
| Nguyễn Quốc Phong             | THPT Trưng Vương, Hưng Yên                                                                                    | 12                            | 15                            |
| Phùng Mạnh Dũng               | THPT Quảng Oai, Hà Nội                                                                                        | 13                            | 15                            |
| Cao Đức Lâm                   | THPT Đơn Dương, Lâm Đồng                                                                                      | 22                            | 15                            |
| Trần Vương Phúc               | THPT Hòa An, Cao Bằng                                                                                         | 27                            | 15                            |
| Đỗ Xuân Thái                  | THPT Phan Đình Phùng, Hà Nội                                                                                  | 30                            | 15                            |